# تکتوریجنین
تکتوریجنین (به انگلیسی: Tectorigenin) با فرمول شیمیایی C۱۶H۱۲O۶ یک ترکیب شیمیایی با شناسه پاب‌کم ۵۲۸۱۸۱۱ است. که جرم مولی آن ۳۰۰٫۲۶ g/mol می‌باشد. 